# Franklin Anangonó
Franklin Estebán Anangonó Tadeo (Quito, 12 de dezembro de 1974 – 13 de junho de 2022) foi um futebolista e treinador de futebol equatoriano que atuou como defensor.

## Carreira
Anangonó jogou a maior parte de sua carreira pelo El Nacional, com o qual conquistou a temporada de 1996 do Campeonato Equatoriano. Jogou também por Espoli, Cuautitlán, Macará e Técnico Universitario, onde se aposentou em 2005.
Como treinador, passou por LDU de Quito (categorias de base), Aucas (categorias de base e interino), Alianza Cotopaxi, Atlético Salcedo e Miguel Iturralde.
Integrou a seleção do seu país na Copa América de 1999.[carece de fontes?]  Defendeu La Tri em 7 partidas.

## Morte
Anangonó morreu em 13 de junho de 2022, aos 47 anos de idade.